# Paul Hinojos
Paul Hinojos właściwie Pablo J. Hinojos-Gonzalez (ur. 17 lipca 1975 w Los Angeles) – amerykański muzyk, kompozytor i gitarzysta. Były członek zespołu The Mars Volta.
Po raz pierwszy pojawił się na scenie jako basista wpływowego zespołu At the Drive-In. W wieku 13 lat poznał Omara Rodrígueza-Lópeza – Hinojosowi przypisuje się przedstawienie Omara swojemu innemu bliskiemu przyjacielowi i współpracownikowi – Cedricowi Bixlerowi-Zavali. Obaj muzycy zaproponowali mu później przyłączenie się do zespołu At the Drive-In. Po zakończeniu działalności zespołu w 2001, Hinojos wraz z innymi byłymi członkami zespołu – Jimem Wardem i Tonym Hajjarem – założyli zespół Sparta.
Wielkim zaskoczeniem była jego decyzja o opuszczeniu Sparty w 2005; mówił wtedy: "Mój czas w Sparcie się skończył, przestało mnie to bawić." W kilka dni później ogłoszono, że dołączy do The Mars Volta, gdzie objął stanowisko "dźwiękowca" (wcześniej zajmowane przez kuzyna Jima Warda – Jeremy'ego). Hinojos grał na koncertach The Mars Volta oraz zajmował się inżynierią dźwięku. Nazwisko muzyka pojawiło się wśród twórców trzeciego albumu zespołu – Amputechture, gdzie znajduje pod swoim oryginalnym nazwiskiem – Pablo Hinojos-Gonzalez.
Gra również w zespole Dios Kilos z Erikiem Salasem, Ralphem Jasso i Erickiem Sangerem i działa w projekcie muzycznym Hour of the Monarchy, którego producentem jest Gabriel Gonzalez.

## Dyskografia

### ZAt the Drive-In
- El Gran Orgo (1997)
- In/Casino/Out (1998)
- Vaya (1999)
- Relationship of Command (2000)
- This Station Is Non-Operational (2005)

### ZeSpartą
- Austere (2002)
- Wiretap Scars (2002)
- Porcelain (2004)
- Live at La Zona Rosa 3.19.04 (2004)

### Z –The Mars Volta
- Scabdates (2005)
- Amputechture (2006)
- The Bedlam in Goliath – LP (2008)

### ZLook Daggers
- Suffer in Style – LP (2008)

### ZHour of the Monarchy
- Negativa – EP (2008)